# Antonia (geslacht)
Antonia is een vliegengeslacht uit de familie van de wolzwevers (Bombyliidae). De wetenschappelijke naam van het geslacht werd voor het eerst geldig gepubliceerd in 1856 door Loew.

## Soorten
Het genus bevat de volgende soorten:

- Antonia arenacea Paramonov, 1933
- Antonia armeniaca Paramonov, 1929
- Antonia aurata Bowden, 1959
- Antonia bella Curran, 1927
- Antonia bouillonae Séguy, 1932
- Antonia cercoplecta Hesse, 1956
- Antonia cirrhata Bezzi, 1924
- Antonia fedtschenkoi Loew, 1873
- Antonia gabelensis El-Hawagry, 2009
- Antonia nigrifrons Bezzi, 1924
- Antonia occidentalis Bowden, 1959
- Antonia periscana Paramonov, 1933
- Antonia rufa Zaitzev, 1967
- Antonia suavissima Loew, 1856
- Antonia xanthogramma Bezzi, 1924